# The Saul Zaentz Company
The Saul Zaentz Company ist ein US-amerikanisches Filmproduktionsunternehmen. Der Firmensitz ist Berkeley, California. 

## Geschichte
Die Saul Zaentz Company wurde Anfang der 1970er von Saul Zaentz gegründet. Das Unternehmen ging aus dem Jazz-Label Fantasy Records in Berkeley, California, eins der bedeutendsten Jazz-Labels weltweit, hervor. 1972 stiegen Saul Zaentz und seine Partner von Fantasy Records ins Filmgeschäft ein. Der erste Spielfilm, den sie produzierten, war Payday mit Rip Torn in der Hauptrolle, der mit dem National Society of Film Critics Awards 1974 ausgezeichnet wurde. 1975 folgte Einer flog über das Kuckucksnest unter der Regie von Miloš Forman und mit Michael Douglas als Coproduzent. Der Film erhielt 5 Oscars, darunter den für den besten Film. Insgesamt hat die Produktionsgesellschaft 10 Spielfilme produziert, die mehrfach mit Oscars, Golden Globes, BAFTAs und Nebula Awards ausgezeichnet wurden.

## Middle-earth Enterprises
Die Middle-earth Enterprises, gegründet als Tolkien Enterprises und 2010 umbenannt, ist gemäß dem amerikanischen Doing business as ein Unternehmen der The Saul Zaentz Company und hielt und vermarktete weltweit die Rechte an J. R. R. Tolkiens Werken Der Herr der Ringe und Der Hobbit.

## Filmographie
- 1972: Payday
- 1975: Einer flog über das Kuckucksnest
- 1977: Three Warriors; Deutsch: Michael, der Indianerjunge
- 1978: Der Herr der Ringe (1978)
- 1984: Amadeus
- 1986: Mosquito Coast
- 1988: Die unerträgliche Leichtigkeit des Seins
- 1991: Ein Pfeil in den Himmel
- 1996: Der Englische Patient
- 2001: Der Herr der Ringe: Die Gefährten (als Tolkien Enterprises)
- 2002: Der Herr der Ringe: Die zwei Türme (als Tolkien Enterprises)
- 2003: Der Herr der Ringe: Die Rückkehr des Königs (als Tolkien Enterprises)
- 2007: Goyas Geister